# ウィルミントン (ノースカロライナ州)
ウィルミントン（Wilmington）は、アメリカ合衆国ノースカロライナ州の都市。ニューハノバー郡の郡庁所在地である。人口は11万5451人（2020年）。ケイプフィアー川の河口に位置する港湾都市。
市名はデラウェア州の同名の都市同様、イギリス国王ジョージ2世の首相であったウィルミントン伯爵、スペンサー・コンプトン（Spencer Compton）にちなんでいる。

## 地理
市域はケイプフィアー川と大西洋に挟まれている。ウィルミントンのダウンタウンには歴史的な街並みが残り、近隣にはビーチが広がる。このことから、同市は観光都市としても人気がある。また、同市は映画産業が盛んで、しばしば「東のハリウッド」と呼ばれる。さらに、同市はNBAのスーパースター、マイケル・ジョーダンが少年時代を過ごした街としても知られている。

## 歴史
イギリスは1600年代からこの一帯、ケープフィア地方に入植を試みていたが、実際に入植地ができたのは1720年代のことである。1739年にはウィルミントンは正式な町となった。その後数十年にわたって、ウィルミントンはイギリス海軍への物資供給基地として栄えた。南北戦争中は、ウィルミントン港は南部連合の重要な基地であった。1865年2月、ウィルミントンの町は連邦に押さえられた。 
1898年11月、白人のグループがアフリカン・アメリカンの印刷会社を焼き払い、次いで市の北側で虐殺するという事件が起きた（ウィルミントン暴動）。この事件によって、多くのアフリカン・アメリカンの住民が町から逃げ出した。この事件により共和党市長・執行部は辞職に追い込まれた。当時州最大の都市であったウィルミントンでこのような事件が起こったことにより、以後ノースカロライナ州においては民主党が有勢となった。 

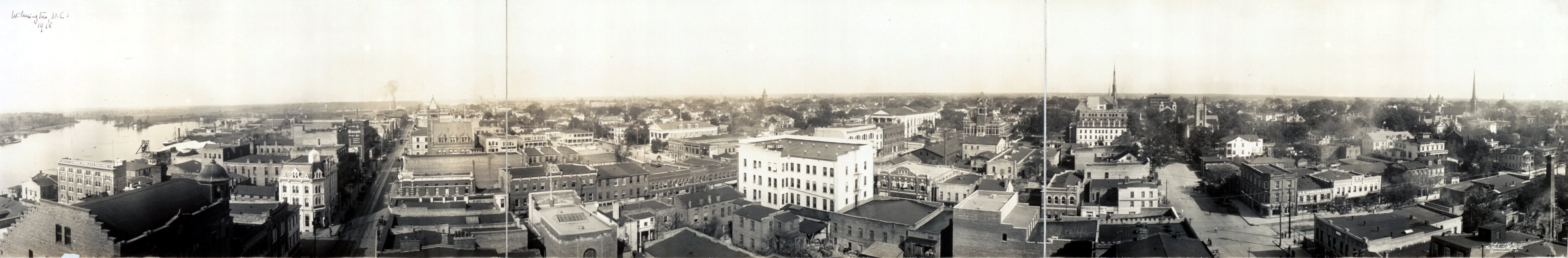
ウィルミントンのダウンタウン（1918年）

## 地理
アメリカ合衆国統計局によると、ウィルミントン市は総面積107.4 km2（41.5 mi2）である。このうち106.2 km2（41.0 mi2）が陸地で1.2 km2（0.5 mi2）が水域である。総面積の1.16%が水域となっている。

## 対外関係

### 姉妹都市･提携都市
- ブリッジタウン（バルバドス国 セントマイケル教区）

## 交通
市の玄関口となる空港はダウンタウンの北3キロメートルに位置するウィルミントン国際空港である。
ウィルミントンは、ノースカロライナ州屈指の港湾都市である。郊外のサウスポート市（Southport）には、国際貿易港となるノースカロライナ国際港（North Carolina International Port）の建設も計画されている。
ウィルミントンはノースカロライナ州を東西に貫き、大陸を横断する州間高速道路I-40の東の終点である。州都ローリーまでは約205 km、車で2時間30分ほどである。また、サウスカロライナ州からウィルミントンまでI-20を延伸する計画も進められている。
ダウンタウンにはグレイハウンドと提携しているカロライナ・トレイルウェイズのバスターミナルがあり、ローリーへのバスの便がある。ローリーでグレイハウンドのバスに乗り継いで、シャーロットをはじめとした州内外の主要都市へ行くことができる。アムトラックの駅はない。
市内の交通としては、ウィルミントン交通局が運営する路線バスが市内をカバーしている。同交通局はダウンタウンで無料のトロリーも走らせている。また、ケープフィア川を渡るフェリーも同交通局が運営している。

## 観光
- ライツビル・ビーチ（Wrightsville Beach）
- フォート・フィッシャー水族館（Fort Fisher Aquarium）
- スクリーン・ジェムズ・スタジオ（Screen Gems Studios） - 空港近く。東部では最大の映画・テレビ製作施設である。
- ルイーズ・ウェルズ・キャメロン美術館（Louise Wells Cameron Art Museum）
- 戦艦ノースカロライナ（Battleship North Carolina）
- エアリー・ガーデンズ（Airlie Gardens） - ジャズやフォークのコンサートが開かれる
- ニューハノーバー郡立植物園（New Hanover County Arboretum） - 日本庭園・茶室がある。

### あじさい祭り
ウィルミントンで市を挙げて行われる様々な行事の中で、毎年4月の「ノースカロライナあじさい祭り」が有名である。

## 映画産業
ウィルミントンは映画産業が盛んで、しばしば「東のハリウッド」と呼ばれる。これまでに185本の映画がウィルミントンで撮影された。
アメリカの人気テレビシリーズ、ドーソンズ・クリーク（Dawson's Creek）は、1998年から2003年までここウィルミントンで撮影されていた。ワーナー・ブラザースのテレビシリーズ、ワン・ツリー・ヒル（One Tree Hill）は、現在ウィルミントンで撮影されている。テレビシリーズ、サーフィス（Surface）は、2005年 - 2006年のシーズン放送分をウィルミントンで撮影した。しかし、同シリーズの2006年 - 2007年の放送分はほかの場所で撮影する予定である。

## メディア
ウィルミントンの主要な日刊紙はスター・ニュース紙（The Star-News）である。同紙はウィルミントンをはじめ、ロワー・ケープフィア地域で広く購読されている。ウィルミントン・ジャーナル紙（The Wilmington Journal）は週刊で、もともとはアフリカン・アメリカンのための新聞として創設されたものである。アンコール・マガジン（Encore Magazine）は芸術・エンターテイメント関連の週刊紙である。
ウィルミントンはテレビの市場規模が全米136位で、州内最小のメディア市場である。主要テレビ局6局がウィルミントンに支局を置いている。2008年9月8日には2009年2月の地上アナログ放送終了に先駆け、ウィルミントンで地上アナログ放送を終了し、すべてデジタル放送に移行された。

## 人口動勢
以下は2000年の国勢調査における人口統計データである。
| 基礎データ - 人口: 75,838人 - 世帯数: 34,359世帯 - 家族数: 17,351家族 - 人口密度: 714.2人/km2（1,849.8人/mi2） - 住居数: 38,678軒 - 住居密度: 364.2軒/km2（943.4軒/mi2） 人種別人口構成 - 白人: 70.57% - アフリカン・アメリカン: 25.82% - ネイティブ・アメリカン: 0.35% - アジア人: 0.90% - 太平洋諸島系: 0.09% - その他の人種: 1.14% - 混血: 1.13% - ヒスパニック・ラテン系: 2.63% 年齢別人口構成 - 18歳未満: 18.4% - 18-24歳: 17.2% - 25-44歳: 28.5% - 45-64歳: 20.6% - 65歳以上: 15.3% - 年齢の中央値: 34歳 - 性比（女性100人あたりの男性の人口） - 総人口: 87.5 - 18歳以上: 85.0 | 世帯と家族（対世帯数） - 18歳未満の子供がいる: 20.4% - 結婚・同居している夫婦: 33.5% - 未婚・離婚・死別女性が世帯主: 14.0% - 非家族世帯: 49.5% - 単身世帯: 36.6% - 65歳以上の老人1人暮らし: 11.3% - 平均構成人数 - 世帯: 2.10 - 家族: 2.77 収入と家計 - 収入の中央値 - 世帯: 31,099米ドル - 家族: 41,891米ドル - 性別 - 男性: 30,803米ドル - 女性: 23,423米ドル - 人口1人あたり収入: 21,503米ドル - 貧困線以下 - 対人口: 19.6% - 対家族数: 13.3% - 18歳未満: 25.9% - 65歳以上: 12.0% |